# Ixorida antoinei
Ixorida antoinei är en skalbaggsart som beskrevs av Miksic 1986. Ixorida antoinei ingår i släktet Ixorida och familjen Cetoniidae. Inga underarter finns listade i Catalogue of Life.